# Linum punctatum
Linum punctatum là một loài thực vật có hoa trong họ Linaceae. Loài này được C.Presl mô tả khoa học đầu tiên năm 1822.